# ويليام والاس فارلي
ويليام والاس فارلي (بالإنجليزية: William Wallace Farley)‏ هو محامي أمريكي، ولد في 4 يونيو 1874 في بينغامتون في الولايات المتحدة، وتوفي في 21 مايو 1952 في Albany Medical Center ‏ في الولايات المتحدة.